# Atletisme als Jocs Olímpics d'Estiu de 1900 - 400 metres tanques masculins
La prova dels 400 metres tanques masculina va ser una de les proves d'atletisme que es va dur a terme als Jocs Olímpics de París de 1900. La prova es va disputar el 14 i 15 de juliol de 1900 i hi prengueren part cinc atletes representants de quatre països. Era la primera vegada que es disputava aquesta prova als Jocs Olímpics i ho feu en un estadi amb una circumferència de 500 metres.

## Medallistes
| Or               | Plata        | Bronze       |
| Walter Tewksbury | Henri Tauzin | George Orton |

## Rècords
Aquests eren els rècords del món i olímpic que hi havia abans de la celebració dels Jocs Olímpics de 1900.
| Rècord del Món | 56,4" (*) | Jerome Buck | Nova York (USA) | 19 de setembre de 1896 |
| Rècord Olímpic | cap       | cap         | cap             | cap                    |

(*) no oficial 440 iardes (= 402,34 m)
Els temps realitzats a les dues sèries són incerts. A la final Walter Tewksbury va establir un nou rècord olímpic, abm 57,6 segons.

## Resultats

### Primera ronda
A la primera ronda es disputaren dues sèries, el 14 de juliol. Els dos millors de cadascuna d'elles passaren a la final, quedant eliminat sols un atleta en aquest procés.
Sèrie 1
| Posició | Atleta           | Temps      |
| ------- | ---------------- | ---------- |
| 1       | Walter Tewksbury | 1' 01,0"   |
| 2       | William Lewis    | desconegut |
| 3       | Karel Nedvěd     | desconegut |

Tewksbury va guanyar fàcilment, amb Lewis acabant segon. Nedvěd, que acaba tercer, és l'únic atleta en queda eliminat en aquesta ronda.
Sèrie 2
| Posició | Atleta       | Temps      |
| ------- | ------------ | ---------- |
| 1       | Henri Tauzin | (1' 00,2") |
| 2       | George Orton | (1' 00,2") |

Amb sols dos atletes a la sèrie ambdós es classifiquen per a la final. Cap d'ells va donar el màxim de sí, ja que se sabien classificats. Tauzin creuava la línia de meta en primera posició per un estret marge, tot i que això no importava.

### Final
| Posició | Atleta           | Temps        |
| ------- | ---------------- | ------------ |
| 1       | Walter Tewksbury | 57,6"        |
| 2       | Henri Tauzin     | 58,3" (est.) |
| 3       | George Orton     | desconegut   |
| —       | William Lewis    | DNS          |

DNS: no pren la sortida
Lewis no va prendre la sortida perquè la final es va disputar el 15 de juliol, un diumenge. Tewksbury va guanyar amb quasi cinc metres de diferència sobre el més immediat perseguidor.